# Piano/Ho paura
Piano/Ho paura è il 30º singolo discografico di Mina, pubblicato dall'etichetta discografica Italdisc nel 1960.

## Storia
Ne esiste una versione promozionale per jukebox (NON in vendita) con identico numero di catalogo.
Ha un'unica copertina ufficiale Archiviato il 6 marzo 2023 in Internet Archive..
I due brani completano il primo volume dell'antologia in 3 CD Ritratto: I singoli Vol. 1 del 2010, che riepiloga in ordine cronologico i lati A e B di tutti i 45 giri pubblicati dagli inizi fino a questo singolo.
Nelle due canzoni Mina è accompagnata dal maestro Tony De Vita con la sua orchestra.
Piano (Softly, as I Leave You) fa parte anche dell'EP Il cielo in una stanza/Confidenziale/Piano/Non voglio cioccolata pubblicato alla fine dell'anno, è stato poi inserito negli album Due note del 1961 e Mina Nº 7 del 1964. Il brano è diventato uno standard internazionale con il titolo Softly, as I Leave You (testo inglese di Hal Shaper del 1961), grazie ad artisti come Matt Monro, Frank Sinatra, Doris Day e Elvis Presley, fino alle più recenti versioni di Shirley Horn e Michael Bublé.
Ho paura proviene dall'LP Il cielo in una stanza edito a giugno del 1960. Raro caso in cui il singolo è stato pubblicato dopo l'album. Titolo completo, ma non accreditato ufficialmente: Ho paura (di te).

## Tracce
Lato A
1. Piano – 3:03 (testo: Giorgio Calabrese – musica: Tony De Vita; edizioni musicali Curci)

Lato B
1. Ho paura – 3:04 (testo: Pino Donaggio, Bruno Pallesi – musica: Pino Donaggio; edizioni musicali Accordo)